# Raymond Lallemant

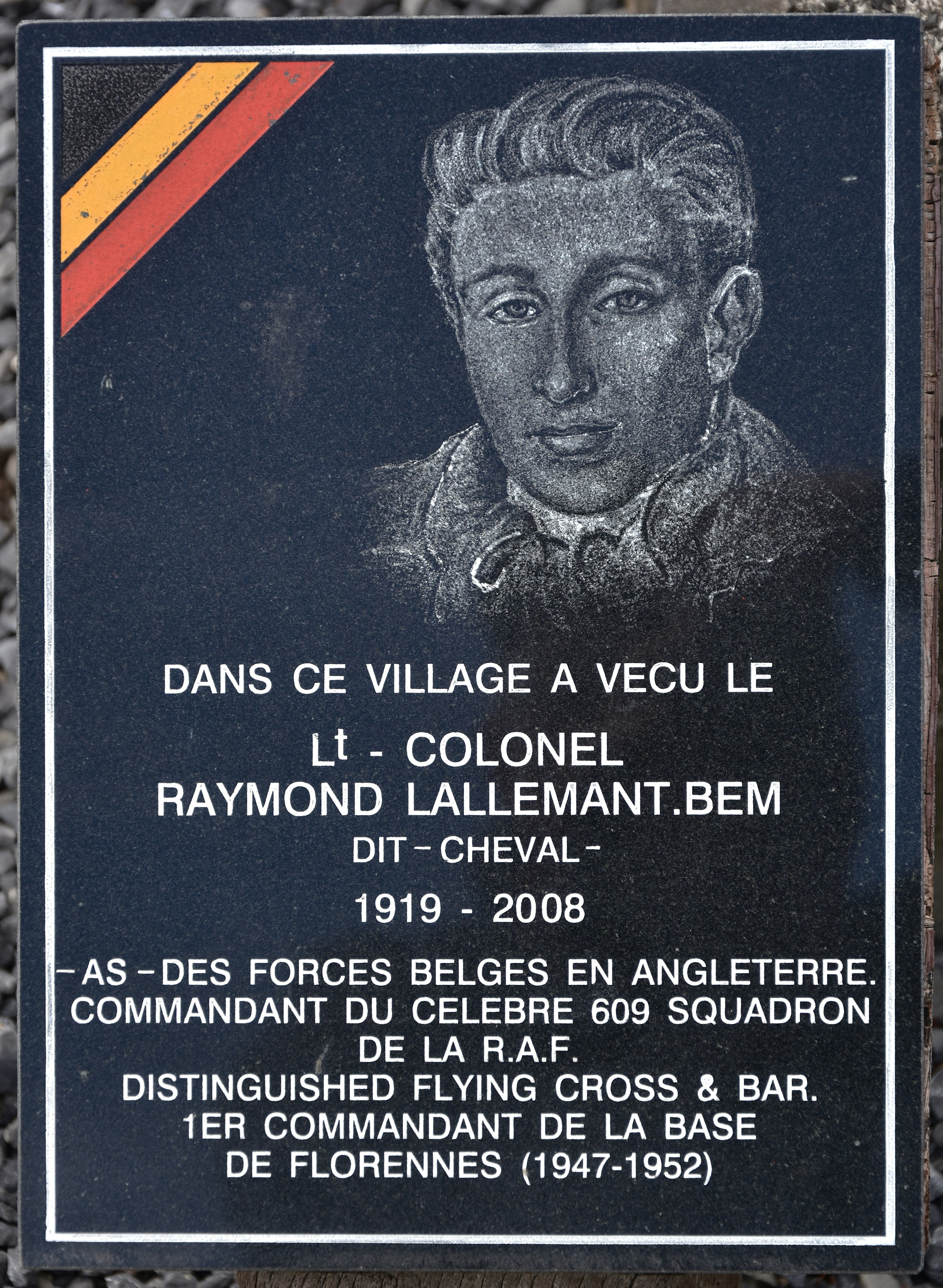
Plaquette in Chapelle-à-Oie

Raymond Lallemant, (Blicquy (Leuze-en-Hainaut), 23 augustus 1919 – 30 januari 2008), was een Belgische militaire piloot en aas die tijdens de Tweede Wereldoorlog diende in het Belgisch Militair Vliegwezen/Aviation Militaire Belge en de Britse Royal Air Force (RAF).
In de Hawker Typhoon behaalde hij 5,5 bevestigde overwinningen.
Tijdens de Duitse aanval op België in 1940 was Lallemant in opleiding tot piloot. Hij werd geëvacueerd naar Frankrijk en vervolgens naar Marokko. Daarna reisde hij met andere Belgische en Poolse piloten via Gibraltar naar Engeland waar hij op 12 juli 1940 in Liverpool arriveerde.
Hij voltooide zijn vliegopleiding aan de Frans-Belgische vliegschool in Odiham, en werd in juli 1941 als flight sergeant (sergeant-vlieger) ingedeeld bij Nr. 609 Squadron RAF op Biggin Hill. Hij behaalde verschillende luchtoverwinningen. Van juni 1943 tot januari 1944 werkte hij als testpiloot bij de Napier-fabriek in Luton, die Typhoon-motoren produceerde. Daarna werd hij overgeplaatst naar No. 197 Squadron RAF, en vervolgens naar No. 198 Squadron RAF waarmee hij werd ingezet tijdens de landingen in Normandië.
Lallemant commandeerde vanaf 1944 het Nr. 609 Squadron RAF dat was uitgerust met jachtbommenwerpers Hawker Typhoon uitgerust met boordkanonnen en ongeleide raketten waarmee hoofdzakelijk grondaanvallen op tanks, luchtdoelgeschut en artillerie uitvoerde (close-air-support (CAS)). Dit was een gevaarlijke taak. Lallemant vernietigde zelf 34 tanks.
Op 14 september 1944 werd zijn toestel bij operaties ter voorbereiding van Operatie Market Garden geraakt boven Arnhem. Hij kon terugvliegen en maakte een buiklanding op Merville in Noord-Frankrijk. Lallemant had ernstige brandwonden en onderging verschillende operaties voordat hij nog voor het eind van de oorlog terugkeerde naar zijn squadron.

## Na de oorlog
Op 15 oktober 1946 werd het Belgische Militaire Vliegwezen/Aviation Militaire Belge een zelfstandig krijgsmachtdeel, dat op 19 januari 1949 de naam Belgische Luchtmacht/Force Aérienne Belge (BLu/FAé) kreeg. Op 28 juli 1947 werd majoor-vlieger Lallemant commandant van de nieuw gevormde 161e Jachtwing/161e Wing de Chasse, uitgerust met de Spitfire Mk XIV, op Vliegbasis Florennes, die al vanaf eind 1945 door de Belgen in gebruik was.
In februari 1948 werd de eenheid omgevormd tot de 2e Jachtbommenwerperswing/2ème Wing de Chasseurs-Bombardiers. De Spitfires werden in 1951 vervangen door de F-84E Thunderjet en die op hun beurt in 1955 door de F-84F Thunderstreak. Lallemant werd op 17 juni 1952 als commandant van de 2e Wing opgevolgd door Luitenant-kolonel-vlieger Albert Custers (†1997). Daarna volgden verschillende plaatsingen in de Verenigde Staten, onder andere op de Air University op Maxwell AFB (Alabama) waar hij een cursus leidde. Van 1957 tot 1961 was Lallemant commandant van Vliegbasis Brustem. Zijn laatste functie voordat hij in 1973 met pensioen ging was Belgisch lid van het Militaire Comité van de NAVO. Lallemant overleed op 30 januari 2008 op 89-jarige leeftijd.

## Decoraties (selectie)
Commandeur in de Leopoldsorde / Commandeur de l'Ordre de Léopold

 Commandeur in de Kroonorde/Commandeur de l’Ordre de la Couronne

 Československá medaile za zásluhy, II. stupně – bronzová (Tsjechoslowaakse Medaille van Verdienst,2e klasse - brons) (CZ)

 Croix de Guerre (1939-1945) (FR) met palm

 Chevalier de l' Ordre National de la Legion d'Honneur (FR) 

 Distinguished Flying Cross (DFC) met bar (VK)